# The Piano Tuner of Earthquakes
The Piano Tuner of Earthquakes (Alternativtitel: Der Klavierstimmer der Erdbeben) ist ein deutsch-britisch-französisches Fantasy-Filmdrama aus dem Jahr 2005. Regie führten die Brothers Quay, die zusammen mit Alan Passes auch das Drehbuch verfassten.

## Handlung
Die Opernsängerin Malvina van Stille soll am folgenden Tag heiraten. Sie feiert auf einem Empfang und wird von Dr. Emmanuel Droz getötet. Er bringt die Leiche auf eine Insel in sein Schloss und lädt den Klavierstimmer Felisberto Fernandez ein, der sieben Geräte des Wissenschaftlers einstimmen soll. Dr. Droz will mit den Geräten die Stimme der Sängerin für die Ewigkeit bewahren. Fernandez lernt die Haushälterin des Wissenschaftlers Assumpta kennen, die er attraktiv findet.

## Kritiken
Kristine McKenna verglich den Film in der Los Angeles Times vom 1. Dezember 2006 mit Eraserhead von David Lynch und mit den Märchen der Brüder Grimm. Er sei „hypnotisierend“ und zeige die Besessenheit des „diabolischen“ Dr. Droz.
Der Film-Dienst schrieb, der Film sei eine „ästhetisch reizvolle, genre-, medien- und gattungsübergreifende Science-Fiction-Fantasie, deren visuelle Spielereien nicht frei von Manierismen“ seien. Er würde allerdings „durch ein Zuviel an Metaphern und Zitaten mitunter erdrückt“. Der „feinsinnige Einsatz kultureller Referenzen“ gliche die „angestrengte Kunstfertigkeit“ teils aus.

## Auszeichnungen
Die Regisseure erhielten 2005 auf dem Internationalen Filmfestival von Locarno zwei Sonderpreise und waren für den Goldenen Leoparden nominiert. Zudem war der Film 2007 für das beste visuelle Design für den Chlotrudis Award nominiert.

## Hintergründe
Der Film wurde in Leipzig gedreht. Weltpremiere feierte er am 9. August 2005 auf dem Internationalen Filmfestival von Locarno. Am 9. September 2005 wurde er auf dem Toronto International Film Festival gezeigt, zahlreiche Filmfestivalauftritte folgten. Am 17. August 2006 kam er in die deutschen Kinos. In ausgewählten US-Kinos spielte das Fantasydrama ca. 28.000 US-Dollar ein.